# 9986 Hirokun
9986 Hirokun là một tiểu hành tinh kiểu S thuộc vành đai chính. Nó bay quanh Mặt Trời theo chu kỳ 4.12 năm.
Được phát hiện ngày 12 tháng 7 năm 1996 bởi Y. Shimizu và T. Urata, Tên chỉ định của nó là 1996 NX. It was later renamed 9986 Hirokun, after fiancé of T. Urata's daughter.